# New Zealand Companies Office
Das New Zealand Companies Office ist ein staatlich geführtes Register über Unternehmen und unterschiedlichen Arten von Organisationen in Neuseeland. Es wird öffentlich geführt und stellt damit die maßgebliche Quelle aller notwendigen Informationen über Unternehmen und Organisationen dar.

## Geschichte
Das New Zealand Companies Office wurde 1860 gegründet und mit dem 1996 eingeführten digital geführtem Register für Unternehmen, das ins Internet gestellt wurde, war Neuseeland das erste Land in der Welt, das Unternehmen und Behörden des Landes diesen Komfort zur Verfügung stellen konnte. Zwei Jahre später wurde auch die Verwaltung der Unternehmensdaten Online möglich gemacht.

## Das Office
Das New Zealand Companies Office sieht seine Aufgabe darin, Unternehmungen zu erleichtern, Transparenz zu gewährleisten und Missbrauch von Unternehmensstrukturen zu verhindern. Das office unterstützt Unternehmen darin, die Gesetze kennen zu lernen und einzuhalten. Es sogt dafür, dass die Unternehmen ihren gesetzlichen Verpflichtungen nachkommen und verhindert durch die zentrale Erfassung und Verwaltung von Daten doppelte Arbeit bei den neuseeländischen Behörden. Auch Behörden anderer Länder werden bei Anfragen entsprechend unterstützt.
Stand 31. Mai 2025 konnte das Office auf einen Bestand von 744.620 registrierten Unternehmen verweisen, worunter unter den Datensätzen aktuelle und aufgelöste Unternehmen zu finden waren. Die Zahl der aktuell existierenden Firmen lag im Jahr 2024 bei rund 54.000 und im Mai 2025 ließen sich alleine 5.605 Firmen beim New Zealand Companies Office neu registrieren.

## Die Register
Das New Zealand Companies Office verwaltet stand 2025 nach eigenen Angaben mehr als 25 Register.
- Companies Register – Ein Register über Firmen[6]
- Disclose Register - Ein Register über Angebote von Finanzprodukten und verwalteten Investmentfonds gemäß dem Financial Markets Conduct Act 2013.[7]
- Financial Service Providers – Ein Register über Einzelpersonen, Unternehmen und Organisationen, die in Neuseeland als Anbieter von Finanzdienstleistungen registriert sind.[8]
- Personal Property Securities Register – Ein Register, in dem Einzelheiten zu Sicherungsrechten an persönlichen Gegenständen eingetragen und abgefragt werden können.[9]
- Register of Approved Overseas Auditors & Associations of Accountants – Ein Register über Ausländische Wirtschaftsprüfer und Rechnungslegungsstellen, die für die Prüfung von Organisationen zugelassen sind.[10] Das Register wurde 2015 eingerichtet und unterliegt dem Financial Reporting Act 2013.[11]
- Auditors Register – Ein Register über Wirtschaftsprüfer und Wirtschaftsprüfungsgesellschaften.[12]
- Building Societies Register – Ein Register über Baugesellschaften, die entsprechend dem Building Societies Act 1965 gegründet wurden.[13]
- Charitable Trusts Register – Ein Register über Wohltätige Stiftungen[14]
- Climate-related Disclosures Register – Ein Register über klimabezogenen Informationen gemäß dem Financial Markets Conduct Act 2013.[15]
- Contributory Mortgage Brokers Register – Ein Register über Makler für beitragspflichtige Hypotheken, gemäß dem Securities Act (Contributory Mortgage) Regulations 1988.[16]
- Credit Unions Register – Ein Register über Kreditgenossenschaften, die entsprechend dem Friendly Societies and Credit Unions Act 1982 gegründet wurden.[17]
- Friendly Societies Register – Ein Register über Freundschaftsgesellschaften, die entsprechend dem Friendly Societies and Credit Unions Act 1982 gegründet wurden.[18]
- Incorporated Societies Register – Ein Register über Vereine, die sich nach dem Incorporated Societies Act 2022 haben neu registrieren lassen.[19]
- Industrial & Provident Societies Register – Ein Register über Industrie- und Versorgungsgesellschaften, die gemäß dem Industrial and Provident Societies Act 1908 gegründet wurden.[20]
- Insolvency Practitioners Register – Ein Register über Insolvenzverwalter, die nach dem Insolvency Practitioners Regulation Act 2019 zugelassen sind[21]
- Limited Partnerships Registers – Ein Register über Partnerschaften mit Firmen mit beschränkter Haftung in Neuseeland und Übersee.[22]
- Overseas Issuers Register – Ein Register mit historischen Informationen und Dokumenten über registrierte Herausgeber aus Übersee.[23]
- Participatory Securities Register – Ein Register mit historischen Informationen und Dokumenten über registrierte Genussscheine.[24]
- Registered Unions – Ein Register über Gewerkschaften, die unter dem Employment Relations Act 2000 registriert sind.[25]
- Retirement Villages Register – Ein Register über Altenheime, die unter dem Retirement Villages Act 2003 registriert sind.[26]
- Screen Industry Organisations – Ein Register über Organisationen, die gemäß dem Screen Industry Workers Act 2022 registriert sind[27]
- Superannuation Schemes Register – Ein Register mit historischen Informationen und Dokumenten über Superannuation- und KiwiSaver-Systemen, die gemäß dem Financial Markets Conduct Act 2013 registriert sind.[28]
- Unit Trusts Register – Ein Register mit historischen Informationen und Dokumenten über Investmentfonds, die gemäß dem Unit Trusts Act 1960 registriert sind.[29]